# Herrgårdsviken
Herrgårdsviken är en bebyggelse vid sydöstra stranden av Runn och västra stranden av Vikasjön i Vika socken  i Falu kommun. Från 2015 avgränsar SCB här en småort.